# Micro Channel architecture

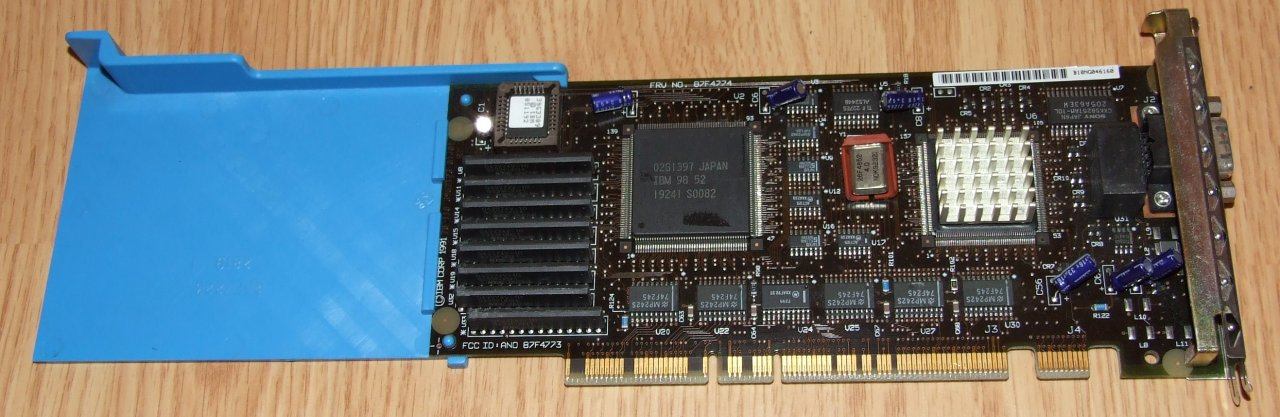
Placa gráfica IBM XGA-2

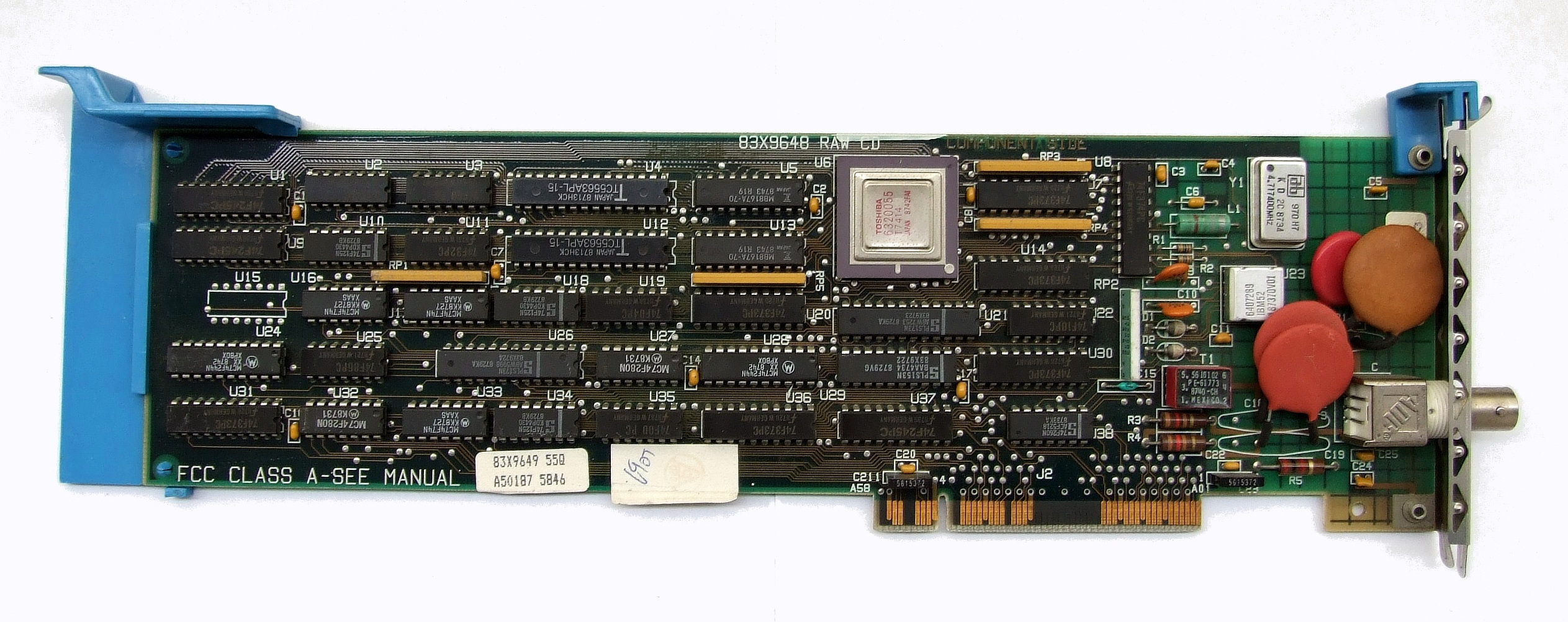
Placa de rede IBM 83X9648

Micro Channel architecture (MCA) foi um barramento paralelo proprietário de 32-bits criado pela IBM na década de 1980 para ser usado nos computadores PS/2 e outros. Esta arquitetura permite multiprocessamento, e que vários processadores operem simultaneamente. MCA não é compatível com a arquitetura de barramento dos PCs.
A falha da adoção do MCA, e o apoio mais amplo da indústria ao EISA, ficou muito claro quando a IBM produziu alguns servidores barramento EISA. 